# 댐드 (밴드)

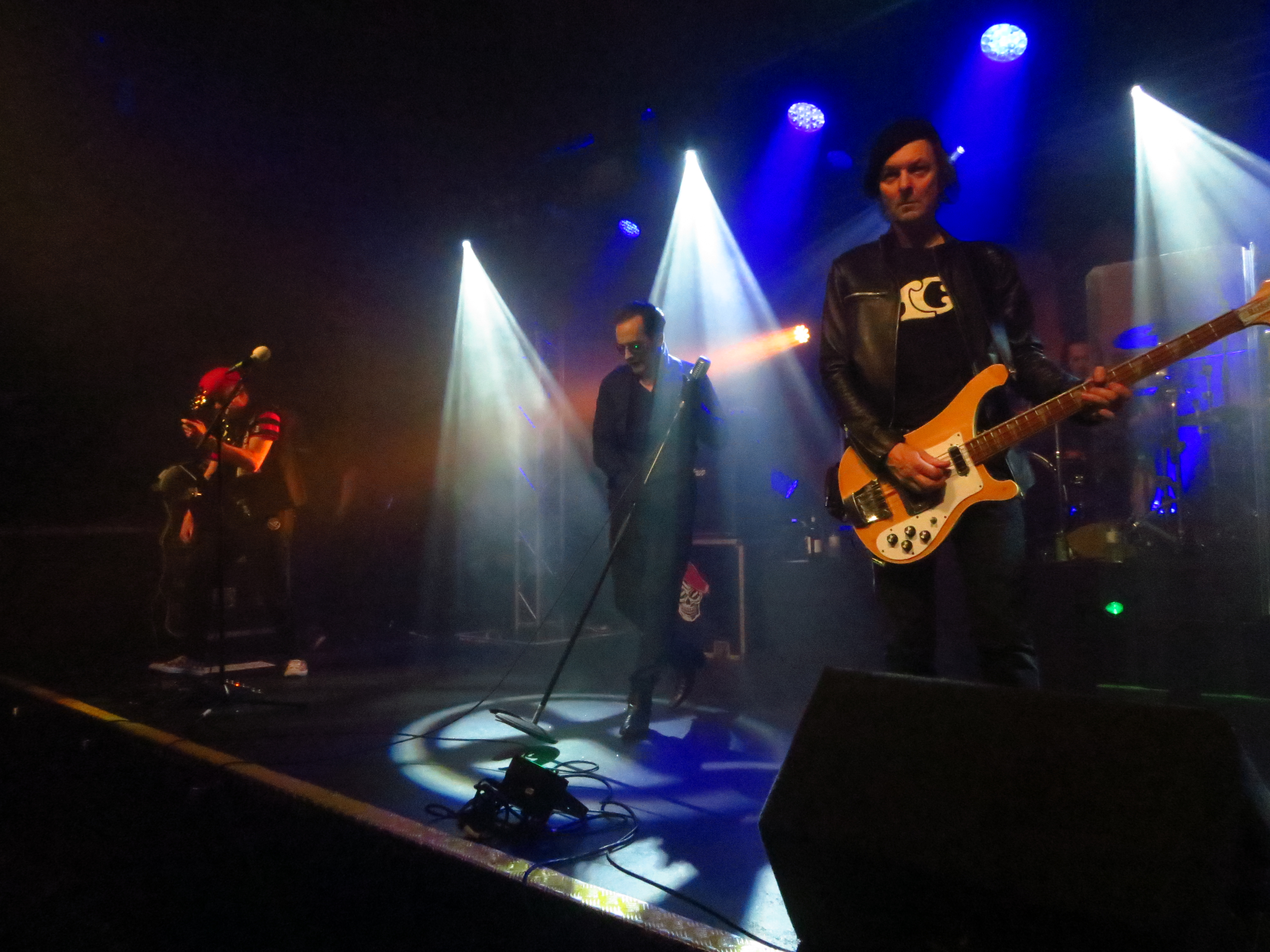
이블 스피리츠 투어 2018에서 공연 중인 댐드

댐드(The Damned)는 1976년 런던에서 결성된 잉글랜드의 록 밴드이다. 리드 보컬리스트 데이브 바니안, 기타리스트 브라이언 제임스†, 베이시스트(이자 나중에 기타리스트) 캡틴 센서블, 드러머 랫 스케이비스에 의해 결성되었다. 이들은 싱글 New Rose(1976년), 음반 Damned Damned Damned(1977년)을 내고 미국을 투어한 영국 최초의 펑크 록 밴드이다. 영국 싱글 차트 톱 40에 9개 싱글이 들어갔다.
최초의 고딕 록 밴드들 중 하나인 댐드는 리드 가수 바니안의 뱀파이어 주제 의상, 바리톤적 가창음, 어두운 가사 등 고스 서브컬처에 중대한 영향을 미쳤다.

## 디스코그래피
- Damned Damned Damned (1977)
- Music for Pleasure (1977)
- Machine Gun Etiquette (1979)
- The Black Album (1980)
- Strawberries (1982)
- Phantasmagoria (1985)
- Anything (1986)
- Not of This Earth (1995)
- Grave Disorder (2001)
- So, Who's Paranoid? (2008)
- Evil Spirits (2018)